# هامش (اقتصاد)
الهامش، (بالإنجليزية: Pastern)‏، في الاقتصاد، يعرف الهامش، بأنه مجموعة من القيود التي تُفهم على أنها حدود. والتغيير الهامشي، هو التغيير المرتبط بتخفيف القيود أو تشديدها - إما تغيير القيود، أو التغيير استجابة لهذا التغيير في القيود.